# Bầu cử tổng thống Djibouti 2021
Cuộc bầu cử tổng thống được tổ chức tại Djibouti vào ngày 9 tháng 4 năm 2021. Tổng thống đương nhiệm Ismaïl Omar Guelleh tái đắc cử nhiệm kỳ thứ năm, sau khi đảm nhiệm vai trò này từ năm 1999. Phần lớn phe đối lập tẩy chay cuộc bầu cử.

## Kết quả
| Ứng cử viên                  | Ứng cử viên                  | Đảng                            | Phiếu bầu | %      |
| ---------------------------- | ---------------------------- | ------------------------------- | --------- | ------ |
|                              | Ismaïl Omar Guelleh          | Mặt trận Nhân dân vì sự Tiến bộ | 155.291   | 97.30  |
|                              | Zakaria Ismael Farah         | MDEND                           | 4.314     | 2.70   |
| Tổng cộng                    | Tổng cộng                    | Tổng cộng                       | 159.605   | 100.00 |
|                              |                              |                                 |           |        |
| Phiếu bầu hợp lệ             | Phiếu bầu hợp lệ             | Phiếu bầu hợp lệ                | 159.605   | 96.81  |
| Phiếu bầu không hợp lệ/trống | Phiếu bầu không hợp lệ/trống | Phiếu bầu không hợp lệ/trống    | 5.261     | 3.19   |
| Tổng cộng phiếu bầu          | Tổng cộng phiếu bầu          | Tổng cộng phiếu bầu             | 164.866   | 100.00 |
| Cử tri phiếu bầu đã đăng ký  | Cử tri phiếu bầu đã đăng ký  | Cử tri phiếu bầu đã đăng ký     | 215.687   | 76.44  |
| Nguồn: Journal officiel      |                              |                                 |           |        |